# Atypha fuscago
Atypha fuscago là một loài bướm đêm trong họ Noctuidae.